# Colognola ai Colli
Colognola ai Colli är en ort och kommun i provinsen Verona i regionen Veneto i Italien. Kommunen hade 8 808 invånare (2018).